# 林埭镇
林埭镇是中华人民共和国浙江省嘉兴市平湖市下辖的一个镇。

## 行政区划
林埭镇下辖以下村级行政区划单位：
林埭社区、陈匠村、共和村、群丰村、保丰村、东方红村、新庄村、徐东村、徐家埭村、双庙村、祥中村和华丰村。